# NGC 3136A
NGC 3136A је галаксија у сазвежђу Прамац која се налази на NGC листи објеката дубоког неба.
Деклинација објекта је - 67° 26' 56" а ректасцензија 10h 3m 33,0s. Привидна величина (магнитуда) објекта NGC 3136 износи 15,0 а фотографска магнитуда 15,6. NGC 3136A је још познат и под ознакама ESO 92-7, FGCE 794, AM 1002-671, PGC 29160.